# О2 Арена (Лондон)
О2 Арена (англ. The O2 Arena) — багатофункціональна спортивно-розважальна споруда у Лондоні, Велика Британія, місце проведення змагань в рамках літніх Олімпійських ігор 2012 року. Для ігор назва була тимчасово замінена на Норз Гринвіч Арена (англ. North Greenwich Arena). Арена є другою після Манчестер Арени за місткістю у Великій Британії.
Арена є мультифункціональною. Там проходять різні культурні та спортивні заходи.
29 вересня 2007 відбувся матч-відкриття сезону НХЛ 2007/08 між Анагайм Дакс та Лос-Анджелес Кінгс.
На літніх Олімпійських та Паралімпійськіх іграх Арена приймала змагання зі спортивної гімнастики, півфінали та фінали з баскетболу та баскетболу на інвалідних візках.
У період з липня 2009 по березень 2010 на цій арені мали пройти 50 концертів Майкла Джексона під назвою "This Is It", але вони були скасовані через смерть співака, 25 червня 2009. Ця концертна резиденція мала стати найбільшою і найдовшою за всю історію арени.